# Daniel Mouthon
Daniel Mouthon (* 11. Juli 1952 in Zürich) ist ein Schweizer Improvisationsmusiker (Klavier, Vokalperformance) und Komponist.

## Leben und Wirken
Mouthon absolvierte nach seinem Primarlehrerstudium ein Musikstudium am Konservatorium Zürich. 1985 komponierte und organisierte er erste Performance-Auftritte in Zusammenarbeit mit Urs Blöchlinger und Schlagzeuger Dieter Ulrich; seit 1993 arbeitete er im Trio mit Nik Bärtsch und Philipp Schaufelberger und im Duo mit Schaufelberger, das gelegentlich um Andres Bosshard, Dorothea Schürch oder Anna Trauffer zum Trio erweitert wurde und sich im Grenzbereich zwischen Jazz und Neuer Musik bewegte. Hinzu kamen Konzerte als interpretierender Vokalist mit Werken von Luciano Berio, John Cage und Peter Maxwell Davies. 
Als Komponist ist Mouthon vor allem im Bereich des Musiktheaters tätig. Er realisierte früh von der Kritik gelobte Werke wie „Waste Land“ (1985), „Nachtluft&Chor“ (1989), „Finnabout“ (1991), „Il futuro della memoria“ (1993), „Nekoim – Nature obscure“ (1994), „Säugers Flug“ (1995), „Ghostdriver“ (1996), „Air à l’en verre“ (1997), „Interview mit Köstlichen“ (1999), „FlüügeStilz“ (2001), „scetchy scatto“ (2002), „Mnemosia – Lost in Memories“ (2004/05), „Meienberg“ (2005), „Die Blechgiraffe“ (2009) oder „Schattenboxen“ (2010).
Weiterhin ist Mouthon Lehrbeauftragter an der Universität Zürich sowie an der Hochschule für Gestaltung und Kunst Zürich im Bereich Praktischer Ästhetik.

## Diskographische Hinweise
- Nachtluft twice twins (unit, 1989)
- Schaufelberger-Mouthon-Bärtsch: measured & detale (stv / asm, 2003)
- Trauffer-Mouthon-Schaufelberger: basta bad (snekenklang, 2005).

## Lexigraphische Einträge
- Bruno Spoerri: Biografisches Lexikon des Schweizer Jazz CD-Beilage zu: B. Spoerri (Hrsg.): Jazz in der Schweiz. Geschichte und Geschichten. Chronos-Verlag, Zürich 2005; ISBN 3-0340-0739-6